# Зюдерфаренштедт
Зюдерфаренштедт (нем. Süderfahrenstedt) — община в Германии, в земле Шлезвиг-Гольштейн. 
Входит в состав района Шлезвиг-Фленсбург. Подчиняется управлению Зюдангельн.  Население составляет 504 человека (на 31 декабря 2010 года). Занимает площадь 9,08 км².